# آرچر (مجموعه تلویزیونی)
آرچر (انگلیسی: Archer) یک مجموعه تلویزیونی انیمیشنی از نوع سیتکام آمریکایی ساخته ادم رید برای شبکه اف‌اکس است که از سال ۲۰۰۹ منتشر می‌شود. داستان دربارهٔ سوء استفادهٔ یک سازمان جاسوسی ناکارآمد به رهبری مأمور ویژه به نام استرلینگ آرچر و هفت نفر از همکاران اوست.